# Javier Campo González

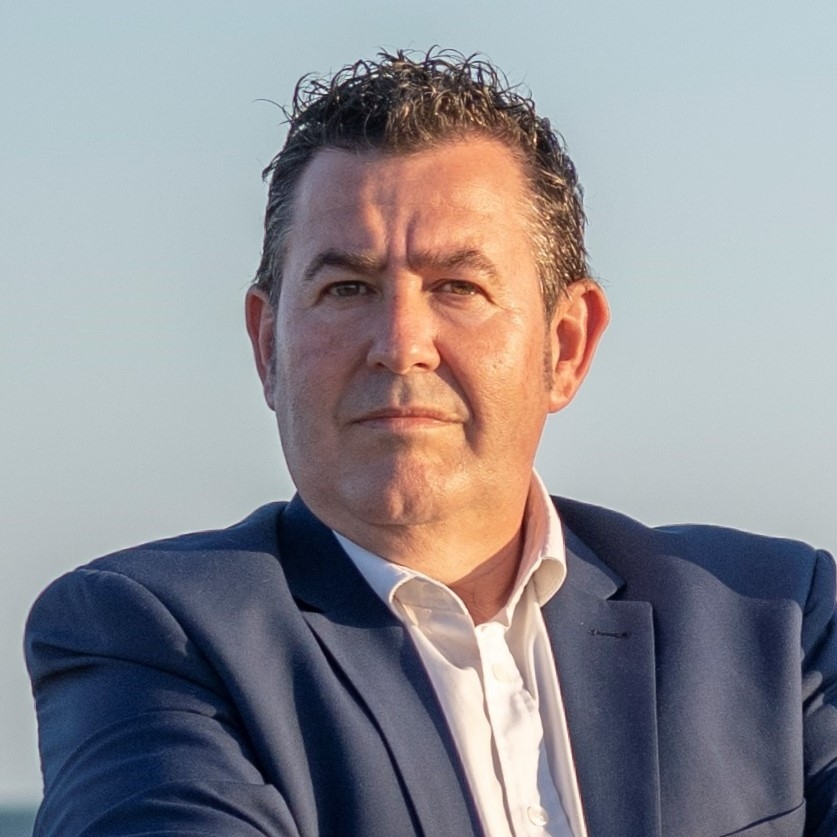

Javier Campo González (Tortosa, 2 de juny de 1968) és un docent, comunicador, escriptor i sommelier espanyol.
És professor de la Facultat d'Enologia de la Universitat Rovira i Virgili de Tarragona. A més, exerceix com a vicepresident de l'Associació Catalana de Sommeliers i és membre de l'Associació Espanyola de Periodistes i Escriptors del Vi.
El 2011 va quedar finalista al Nas d'Or. Ha integrat el jurat als Premis Vinari i als Premis D.O. Terra alta. Es va convertir en redactor habitual de Vinetur, The Luxonomist de Mediaset Espanya o Vins i Restaurants, entre molts altres mitjans.
Entre els reconeixements al seu treball de difusió del vi destaca el de Millor Llibre del Món 2023 al Gourmand World Cookbook Awards a Umeå, el Millor Llibre de Gastronomia d'Espanya 2023 al Saló Gourmet de Madrid, I Primer Premi Periodístic sobre IGP de Begudes Espirituoses del Ministeri d'Agricultura, Pesca i Alimentació, finalista Nas d'Or 2011, Premi Cartavi a la millor Carta de Vins del 2016 al 2021 consecutivament i Confrare de Mèrit de la Confraria del Cava de Sant Sadurní.

## Obra
- El Arte del Maridaje: Reflexiones Imperfectas de la asociación entre comida y bebida, editorial Círculo Rojo (2022). ISBN 9788411378499.[13]
- Mètode Maître: El nou paradigma del servei de sala a la restauració, editorial Letrame (2024) ISBN 8410688476
- Catalunya a la Copa i al Plat: La cuina de la Gessa amb maridatges, editorial Cossetania (2025) ISBN 9788413565101